# Lothar Pues
Lothar Pues (* 1966) ist ein deutscher Sachbuchautor zum Thema Stiftungen.

## Leben
Pues ist Diplom-Kaufmann und Geschäftsführer der DS Deutschen Steuerberatungsgesellschaft, als Experte für Stiftungsfragen ist der Autor zahlreiche Publikationen zu Stiftungsthemen und damit in zahlreichen Gremien von Stiftungen tätig und setzt sich besonders für die Idee Gemeinwohl orientierter Stiftungen ein.
Auch ist er Autor von Fachbüchern und Beiträgen in Sammelwerken. 2002 war er mit Rissa und Edgar Quadt Mitherausgeber des Handbuches Artinvestor.
In seinem früheren Wohnort Neuss betrieb Lothar Pues mit seiner Frau das Projekt „Kunst auf Selikum“. Höhepunkt war eine Ausstellung, die von Timm Rautert und Neo Rauch kuratiert wurde. Außerdem fanden Lesungen mit Wilhelm Genazino, Durs Grünbein, Paul Nizon und Luc Bondy statt. In Berlin betrieb er mit seiner Frau den Salon Kufsteiner Straße, der durch das Engagement von Henning Ritter entstand. Gesprächspartner im Salon waren unter anderem Peter Sloterdijk, Werner Spies, Peter Raue und Michael Krüger.
Im Salon fanden Ausstellungen in Kooperation mit dem Busch Reisinger Museum in Harvard statt und Adventskaffees unter Schirmherrschaft der Kulturstaatssekretärin Monika Grütters mit einer Ausstellung des Leipziger Künstler Matthias Weischer. Zur Förderung des Dialoges organisieren die Eheleute Dinner an der langen Tafel im Salon Kufsteiner Straße.
Die Dialoge im Salon Kufsteiner Straße werden nicht mehr durchgeführt, der Salon findet nun Fortsetzung mit der Berliner Informatikerin Sandra Zimmermann und Lothar Pues, die diesen unter dem Label „Salon Long Rose“ fortsetzen.
Das von ihm, Quad und Rissa zusammengestellte Werk Art-Investor wurde in der Frankfurter Allgemeinen als „kompetent zusammengetragenes Standardwerk“ beurteilt, das aber bei Spezialsammelgebieten Rückgriff auf weitere Literatur erfordere.
Pues hat zwei Kinder.

## Veröffentlichungen
- Praxishandbuch Stiftungen. Deutscher Sparkassenverlag  2012. ISBN 3-09-306895-9
- Lothar Pues, Walter Scheerbarth: Gemeinnützige Stiftungen im Zivil- und Steuerrecht. Beck Juristischer Verlag, 2. Auflage  2004, ISBN 3-406-51407-3
- Lothar Pues/Rissa/Quadt (Hrsg.): Art Investor Handbuch für Investment und Kunst. FinanzBuch Verlag 2002. ISBN 3-932114-74-4